# Amazonacytheridea
Amazonacytheridea is een geslacht van uitgestorven kreeftachtigen uit de klasse van de Ostracoda (mosselkreeftjes).

## Soort
- Amazonacytheridea multiradiata Purper, 1979 †